# تيريزا برينان
تيريزا برينان (بالإنجليزية: Teresa Brennan)‏ هي فيلسوفة أمريكية، ولدت في 4 يناير 1952، وتوفيت في 3 فبراير 2003.